# Groenlàndia al Festival de la Cançó d'Eurovisió
Groenlàndia (KNR) ha intentat obtenir l'adhesió a l'EBU i després participar de manera independent al Festival de la Cançó d'Eurovisió. No obstant això, la KNR no va poder aconseguir l'adhesió a l'EBU perquè l'estat autònom no era independent del Regne de Dinamarca. Groenlàndia ha emès el Festival de la Cançó d'Eurovisió 2011 en emissió retardada. El 4 de maig de 2017, es va anunciar que Groenlàndia emetria la ronda final del concurs de 2017 en emissió retardada.